# Pandanus matthewsii
Pandanus matthewsii là một loài thực vật có hoa trong họ Dứa dại. Loài này được Merr. miêu tả khoa học đầu tiên năm 1922.